# Polisportiva SS Lazio Rugby 1927
Maillots
La Lazio Rugby 1927 est un club de rugby à XV italien basé à Rome fondé en 1927 participant au Championnat d'Italie de rugby à XV.

## Palmarès
- Serie A (2e division) : 2010 et 2024

## Effectif de la saison 2011-2012
| Nom                       | Poste            | Date de naissance | Nationalité sportive | Sélections (PM) | Club précédent | Année d'arrivée au club |
| ------------------------- | ---------------- | ----------------- | -------------------- | --------------- | -------------- | ----------------------- |
| Niccolo Cannone           | Pilier           | 20 août 1983      | Italie               | -               | -              | -                       |
| Matteo Pietrosanti        | Pilier           | 11 septembre 1981 | Italie               | -               | -              | -                       |
| David Ryan                | Pilier           | 21 avril 1986     | Irlande              | -               | -              | -                       |
| Alessandro Vannozzi       | Pilier           | 26 décembre 1990  | Italie               | -               | -              | -                       |
| Oliviero Fabiani          | Talonneur        | 13 juillet 1990   | Italie               | -               | -              | -                       |
| Gabriele Gentile          | Talonneur        | 25 février 1983   | Italie               | -               | -              | -                       |
| Simone Lorenzini          | Talonneur        | 5 janvier 1985    | Italie               | -               | -              | -                       |
| Diego Ricci               | Talonneur        | 8 juin 1984       | Italie               | -               | -              | -                       |
| Lorenzo Torda             | Talonneur        | 7 juin 1991       | Italie               | -               | -              | -                       |
| Saverio Colabianchi       | Deuxième ligne   | 23 avril 1990     | Italie               | -               | -              | -                       |
| Andrea Livraghi           | Deuxième ligne   | 21 juin 1978      | Italie               | -               | -              | -                       |
| Lorenzo Nardi             | Deuxième ligne   | 8 novembre 1986   | Italie               | -               | -              | -                       |
| Mark Siddons              | Deuxième ligne   | 23 mars 1985      | Pays de Galles       | -               | -              | -                       |
| Ruehan van Jaarsveld      | Deuxième ligne   | 4 mars 1985       | Afrique du Sud       | -               | -              | -                       |
| Alberto Zamboni           | Deuxième ligne   | 10 mars 1984      | Italie               | -               | -              | -                       |
| Giorgio Di Laura Frattura | Troisième ligne  | 21 août 1987      | Italie               | -               | -              | -                       |
| Carlo Filippucci          | Troisième ligne  | 4 mars 1991       | Italie               | -               | -              | -                       |
| Michele Nitoglia          | Troisième ligne  | 1er mai 1982      | Italie               | -               | -              | -                       |
| Marco Pelizzari           | Troisième ligne  | 23 mai 1985       | Italie               | -               | -              | -                       |
| Vincenzo Ventricelli      | Troisième ligne  | 5 avril 1978      | Italie               | -               | -              | -                       |
| Davide Bonavolontà        | Demi de mêlée    | 24 décembre 1990  | Italie               | -               | -              | -                       |
| Jacopo Giangrande         | Demi de mêlée    | 13 octobre 1987   | Italie               | -               | -              | -                       |
| Simone Milazzo            | Demi de mêlée    | 18 janvier 1987   | Italie               | -               | -              | -                       |
| Lorenzo Bruni             | Demi d'ouverture | 28 mai 1986       | Italie               | -               | -              | -                       |
| Saverio Bruni             | Demi d'ouverture | 11 janvier 1991   | Italie               | -               | -              | -                       |
| Edoardo Gargiullo         | Demi d'ouverture | 27 mars 1984      | Italie               | -               | -              | -                       |
| Giulio Bisegni            | Centre           | 4 avril 1992      | Italie               | -               | -              | -                       |
| Michele Bruni             | Centre           | 25 août 1984      | Italie               | -               | -              | -                       |
| Gianandrea Giacometti     | Centre           | 17 décembre 1989  | Italie               | -               | -              | -                       |
| Claudio Mannucci          | Centre           | 29 septembre 1981 | Italie               | -               | -              | -                       |
| Carl Manu                 | Centre           | 3 avril 1983      | Samoa                | 4 (0)           | -              | -                       |
| Vincenzo Marrano          | Centre           | 22 novembre 1973  | Italie               | -               | -              | -                       |
| Pierpaolo Rota            | Centre           | 11 avril 1986     | Italie               | -               | -              | -                       |
| Luca Varriale             | Centre           | 30 janvier 1990   | Italie               | -               | -              | -                       |
| Edoardo Bonavolontà       | Ailier           | 4 mai 1985        | Italie               | -               | -              | -                       |
| Guglielmo Giancarlini     | Ailier           | 14 juillet 1991   | Italie               | -               | -              | -                       |
| Edoardo Rotella           | Ailier           | 30 janvier 1988   | Italie               | -               | -              | -                       |
| Alessandro Tartaglia      | Ailier           | 13 octobre 1992   | Italie               | -               | -              | -                       |
| Francesco Taliente        | Ailier           | 4 mars 1991       | Italie               | -               | -              | -                       |
| Diego Varani              | Ailier           | 24 avril 1985     | Italie               | -               | -              | -                       |
| Kobus De Kock             | Arrière          | 29 mars 1988      | Afrique du Sud       | -               | -              | -                       |